# Sciaenochromis benthicola
Espèce
Statut de conservation UICN

 LC  : Préoccupation mineure
Sciaenochromis benthicola est une espèce de poissons d'eau douce de la famille des cichlidae endémique du lac Malawi en Afrique.

## Taille
Cette espèce mesure adulte une taille maximale avoisinant les 140 mm, parfois un peu plus en aquarium pour les plus vieux spécimens.